# Ted Schroeder
Frederick Rudolph Schroeder, Ted Schroeder (ur. 20 lipca 1921 w Newark, New Jersey, zm. 26 maja 2006 w La Jolla, Kalifornia) – tenisista amerykański, zwycięzca Wimbledonu i mistrzostw USA, zdobywca Pucharu Davisa.

## Kariera tenisowa
Jeden z wychowanków Los Angeles Tennis Club i Perry’ego Jonesa, w 1939 zdobył mistrzostwo USA juniorów, a w 1942 mistrzostwo uczelniane kraju (US Intercollegiate) w grze pojedynczej i podwójnej (z Larry Dee), jako student Stanford University. Miał już w tym momencie za sobą znaczące sukcesy w gronie seniorów, przede wszystkim dwukrotne wielkoszlemowe mistrzostwo USA w parze z Jackiem Kramerem. W 1942 do tytułu akademickiego dołożył także dorosłe mistrzostwo USA, pokonując w finale Franka Parkera. Był drugim – po Donie McNeillu w 1940 – zwycięzcą mistrzostw USA seniorskich i akademickich w jednym sezonie. Zanotował wymowny stopniowy awans w hierarchii mistrzostw USA – w debiucie w 1939 odpadł w III rundzie, rok później w ćwierćfinale, w 1941 w półfinale. W 1942 znalazł się na czele rankingu amerykańskiego, ze względu na toczącą się wojnę jedynej liczącej się klasyfikacji tenisowej w tym okresie.
Po tytuł w 1942 sięgnął jeszcze jako cywil, ale wkrótce został powołany do wojska. Na kolejne wielkoszlemowe zwycięstwo czekał do 1947, kiedy ponownie triumfował w mistrzostwach USA w deblu z Kramerem. W 1949 odniósł – w swoim jedynym starcie w tej imprezie – zwycięstwo wimbledońskie. Aż cztery pojedynki (w tym trzy ostatnie) Schroedera rozstrzygały się w pięciu setach, co sprawiło, że przylgnął do niego przydomek „Teda szczęściarza”. W I rundzie pokonał Gardnara Mulloya 3:6, 9:11, 6:1, 6:0, 7:5, w ćwierćfinale Franka Sedgmana 3:6, 6:8, 6:3, 6:2, 9:7, w półfinale Erica Sturgessa 3:6, 7:5, 5:7, 6:1, 6:2, w finale Jaroslava Drobnego 3:6, 6:0, 6:3, 4:6, 6:4. Szczęście sprzyjało Schroederowi szczególnie w ćwierćfinale przeciwko Sedgmanowi, kiedy obronił dwie piłki meczowe, w tym jedną w kuriozalnych okolicznościach – zmuszony do drugiego podania po wywołaniu w pierwszym błędu stóp, pozwolił sobie na ryzykowny serwis, a następnie zakończył akcję wolejem zagranym ramą rakiety.
Na Wimbledonie w 1949 doszedł także do finału debla z Mulloyem, ale para ta przegrała do Parkera i Gonzaleza. Kilka miesięcy później Schroeder zmierzył się z Gonzalezem w finale mistrzostw USA i przegrał po zaciętym meczu, mimo prowadzenia 2:0 w setach. Porażka ta kosztowała go pozycję lidera rankingu amerykańskiego i światowego, a także kontrakt zawodowy z promotorem Bobby Riggsem na mecze przeciwko dawnemu partnerowi deblowemu Kramerowi. W tej sytuacji kontynuował występy amatorskie przez kilka lat, nie odnosząc już tak spektakularnych zwycięstw, ale wygrywając m.in. mistrzostwa USA na kortach twardych w 1951.
Brak kontraktu zawodowego pozwolił mu także kontynuować występy w Pucharze Davisa. Schroeder debiutował w tych rozgrywkach w 1946 i przyczynił się do odzyskania przez Amerykanów trofeum, pokonując na otwarcie finału z Australią Johna Bromwicha i dokładając punkt deblowy z Kramerem (przeciwko Bromwichowi i Quistowi). Był także w zwycięskich składach w 1947, 1948 i 1949. W tych latach Amerykanie, jako obrońcy tytułu, nie uczestniczyli w rywalizacji w pełnym wymiarze, występując jedynie w finale z wyłonioną ekipą pretendentów (Challenge Round), za każdym razem Australią. W 1950 Amerykanie nie sprostali rywalom (Schroeder przegrał z Kenem McGregorem i Frankiem Sedgmanem oraz mecz deblowy w parze z Gardnarem Mulloyem) i rok później walczyli w normalnych rozgrywkach o finał, pokonując m.in. silną ekipę szwedzką. W finale Pucharu Davisa 1951 – ponownie przeciwko Australii – Schroder przegrał na otwarcie z Sedgmanem, a później grę podwójną w parze z Tony Trabertem. Zdołał jeszcze wyrównać stan rywalizacji na 2:2 po zwycięstwie nad Mervynem Rose, ale ostatecznie Puchar pozostał przy Australijczykach (w ostatnim singlu Sedgman pokonał Seixasa). Łącznie Schroeder w ramach Pucharu Davisa odniósł 13 zwycięstw i poniósł 6 porażek.
Praworęczny Schroeder znalazł się na liście Jacka Kramera 22 najwybitniejszych zawodników w historii tenisa (opublikowanej w książce The Game – My 40 Years in Tennis, 1979), wprawdzie nie w pierwszym szeregu, ale obok takich zawodników, jak Rod Laver, Lew Hoad, Jack Crawford, Björn Borg, Jimmy Connors czy Arthur Ashe. Kramer podkreślał braki w uderzeniach Schroderea z głębi kortu, ale wysoko cenił jego wolę walki i umiejętności wolejowe, szczególnie ze strony bekhendowej. Uważał także drugie podanie Schroedera za jedno z najlepszych w tenisie, właśnie ten element – obok odporności psychicznej – wymieniając jako źródło jego sukcesów w zaciętych, pięciosetowych meczach.
Schroeder, który występy na kortach łączył z prywatną działalnością w biznesie, w 1966 został wpisany do Międzynarodowej Tenisowej Galerii Sławy. Jego syn John został zawodowym golfistą.

## Osiągnięcia w turniejachwielkoszlemowych
- Wimbledon
  - gra pojedyncza – wygrana 1949
  - gra podwójna – finał 1949 (z Gardnarem Mulloyem)
- mistrzostwa USA
  - gra pojedyncza – wygrana 1942, finał 1949
  - gra podwójna – wygrane 1940, 1941, 1947 (wszystkie z Jackiem Kramerem), finały 1942 (z Sidneyem Woodem), 1948 (z Frankiem Parkerem)
  - gra mieszana – wygrana 1942 (z Louise Brough)

## Finały singlowe w turniejach wielkoszlemowych
- mistrzostwa USA 1942 – 8:6, 7:5, 3:6, 4:6, 6:2 z Frankiem Parkerem
- Wimbledon 1949 – 3:6, 6:0, 6:3, 4:6, 6:4 z Jaroslavem Drobným
- mistrzostwa USA 1949 – 18:16, 6:2, 1:6, 2:6, 4:6 z Pancho Gonzálezem